# Anglická republika (1659–1660)
Společenství Anglie, Skotska a Irska (anglicky Commonwealth of England, Scotland and Ireland, nezaměňovat za Commonwealth) bylo závěrečné období Anglické republiky, první v letech 1649 až 1653 a poté 1659 až 1660, kdy byla nejdříve Anglie (včetně Walesu) a později i Irsko a Skotsko spravovány jako republika. Po popravě Karla I. prohlásil 19. května anglický parlament (označovaný jako Kusý parlament, anglicky Rump Parliament) Anglii za republiku. Období let 1653 až 1659 je nazýváno protektorátem, kdy země byla řízena přímo Oliverem Cromwellem a po jeho smrti jeho synem Richardem jako lordy protektory.

## Přehled
Po Cromwellově smrti byl jmenován lordem protektorem jeho syn Richard. Po sedmi měsících byl ale staršími důstojníky armády sesazen a 6. května 1659 byl obnoven Kusý parlament.
Charles Fleetwood byl jmenován členem bezpečnostního výboru a státní rady a jedním ze sedmi zmocněnců armády. 9. června byl jmenován vrchním velitelem armády. Nicméně jeho moc byla podkopána parlamentem, který se snažil omezit moc armády ve státě. Dolní sněmovna 12. října 1659 degradovala generála Johna Lamberta a některé jiné důstojníky a ustanovila Fleetwooda jako předsedu vojenské rady podléhající předsedovi Dolní sněmovny. Příští den nařídil Lambert, aby dveře Dolní sněmovny zůstaly zavřeny a poslanci tak nemohli zasedat. 26. října byl jmenován bezpečnostní výbor, jehož členy se stali i Fleetwood a Lambert. Lambert byl jmenován vrchním velitelem vojsk v Anglii a Skotsku a Fleetwood generálem. Lambert byl výborem poslán s velkou armádou naproti Georgi Monckovi, který byl velitelem anglického vojska ve Skotsku.
Monck směřoval se svým vojskem ze Skotska na Londýn. Lambertova armáda se postupně rozprchla a on sám se vrátil do Londýna téměř sám. 24. prosince armáda obnovila jednání parlamentu (Long Parliament).
Karel II. vydal 4. dubna Bredskou deklaraci, kde stanovil podmínky, za kterých by byl ochoten stát se anglickým králem. Monck svolal parlament (Convention Parliament), který se poprvé sešel 25. dubna. 8. května vydal prohlášení, ve kterém uvedl, že Karel II. byl právoplatným králem od popravy předchozího krále Karla I. Karel II. se vrátil z exilu do Londýna 29. května a 23. dubna 1661 byl ve Westminsterském opatství korunován.